# چهارمین آزمایش از سری خاکستر ۱۹۴۸

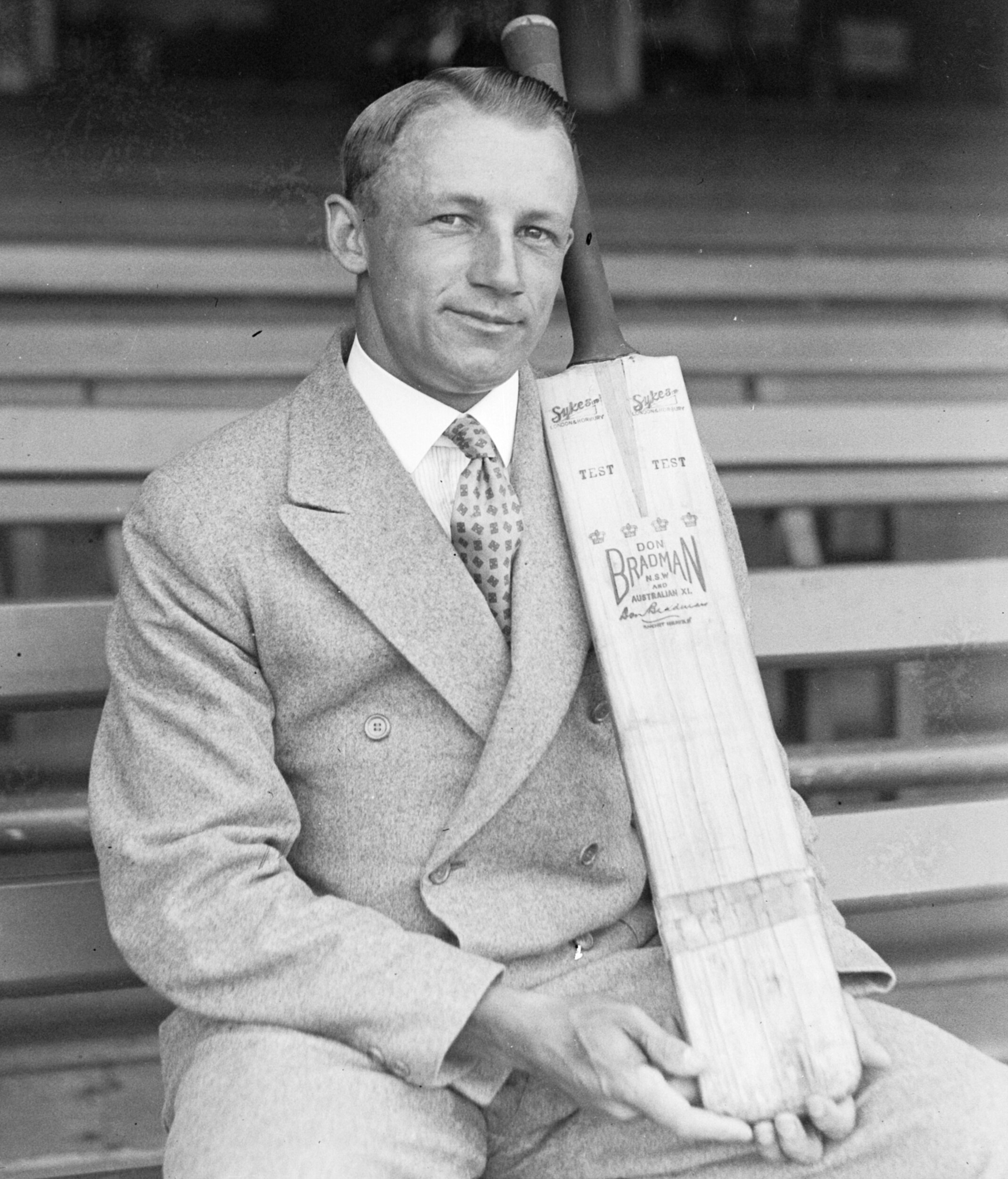
بازیکن کریکت دونالد بردمن روی نیمکت یک ورزشگاه ورزشی نشسته و یک خفاش کریکت با نام تجاری خود روی آن نشان می‌دهد

چهارمین آزمایش از سری خاکستر ۱۹۴۸ یکی از پنج آزمایش در سری خاکستر ۱۹۴۸ یا سری کریکت بین استرالیا و انگلستان بود. این مسابقه در زمین کریکت هدینگلی در لیدز از ۲۲ تا ۲۷ ژوئیه و یک روز استراحت در ۲۵ ژوئیه انجام شد. استرالیا در این مسابقه با  نتیجه (کریکت) ۷ ویکت برنده شد تا در سری ۳–۰ غیرقابل پیش‌بینی پیش بیفتد. در موفقیت تعقیب یک لیست شرایط کریکت هدف از ۴۰۴، آنها یک رکورد جهانی جدید برای بالاترین پیروز مجموعه لیست شرایط کریکت در تاریخ آزمون، یک رکورد به تا سال ۱۹۷۶ ثبت کردند.
نورمن یاردلی کاپیتان تیم ملی انگلستان، که برای جلوگیری از پیروزی در سری استرالیا نیاز به پیروزی در مسابقه داشت، برنده مسابقه پرتاب کردن (کریکت) شد و به عنوان خفاش انتخاب شد. انگلستان به تغییر مجدد تیم خود ادامه داد و در تلاش برای پیدا کردن ترکیبی که بتواند استرالیا را به چالش بکشد، سه تغییر ایجاد کرد، که دو تغییر را به دلیل مصدومیت ایجاد کرد. بر خلاف آزمون قبلی، انگلستان سفارش باتینگ (کریکت) افتتاحیه قادر به مقاومت در برابر حمله توپ جدید استرالیا بودند، و مشارکت (کریکت) همکاری از لن هاتن و سیریل واشبروک در ۱۶۸ غرفه برای باز قرار داده‌است. واشبروک برای ۱۴۳ پرتاب اعلام آمادگی کرد و بالای (کریکت) بیش از آن روز بازی کرد، اما انگلستان به وضوح به حال بهتر از بازی، پایان دادن به ۲۶۸/۲ توسط لیست شرایط کریکت کند عمل می‌کرد. بولرهای استرالیا به دلیل عملکردشان مورد انتقاد شدید قرار گرفتند که به نظر می‌رسید بی حال هستند. روز بعد، انگلستان به جمع‌آوری توپ و دویدن ادامه داد و استرالیا به نظر می‌رسید که حرکات تهدید آمیزی ندارد و نمی‌تواند بیل ادریش یا نگهبان شب (کریکت) و الک بدسر را که تا نیمه‌های بعد از ظهر با هم مبارزه می‌کردند، رها کند. بدسر و ادریش سپس به ترتیب ۷۹ و ۱۱۱ در پی هم قرار گرفتند و انگلستان پس از آن شکست خورد و ۸/۷۳ باخت و ۴۹۶ اواخر روز دیگر باخت. میزبان به دلیل سقوط، که تا حد زیادی ناشی از اشتباهات غیرقانونی بود، مورد انتقاد شدید قرار گرفت. در بین بولرهای استرالیایی، ویکت‌ها به اشتراک گذاشته شد. استرالیا سپس در روز دوم به نتیجه ۶۳/۱ رسید.
استرالیا در سومین صبح با مشکل روبرو شد، وقتی دیک پولارد بولر (کریکت) بازیگر آرتور موریس و کاپیتان دونالد برادمن را از زمین خارج کرد تا نتیجه بازی ۶۸/۳ به پایان برسد. با این حال، کیث میلر (۵۸) و نیل هاروی (۱۱۲) یک ضدحمله سریع را آغاز کردند و ۱۲۱ دویدن را در ۹۰ دقیقه در یک نمایشگر به روش زیبایی ستایش کردند. آنها بعداً توسط سام لاکستون (۹۳) - که پنج شش (کریکت) توپ زد - و ری لیندوال (۷۷)، که هر دو توپ را با قدرت به ثمر رساند، مورد حمایت قرار گرفتند. استرالیا روز خود را در ۴۵۷/۹ به پایان رساند، با اضافه کردن ۳۹۴ اجرا در یک روز، و ۱۰۲ اجرا برای دو ویکت آخر به آن نقطه مورد تشویق زیادی قرار گرفت.
استرالیا در صبح چهارم بعد از روز استراحت با ۴۵۸ بازی با تساوی کنار رفت و انگلیس با افزایش ۱۲۹ برای اولین ویکت شروع به افزایش امتیاز کرد تا اینکه هر دو دروازه‌بان بدون اضافه شدن بیشتر سقوط کردند. در همین حال، حجم کار روی بولرهای استرالیایی سنگین بود زیرا ارنی توشاک در اولین نوبت شکست خورد و نتوانست بیشتر شرکت کند. ادریش و دنی کامپتون امتیاز را به ۲۳۲/۲ رساندند تا اینکه در اواخر فروپاشی انگلستان به رکورد ۳۶۲/۸ رسید. انگلستان در روز پایانی دو بازی اور انجام داد و امتیاز ۳۶۵/۸ را اعلام و ضبط کرد. بیل جانستون با ۴/۹۵ موفق‌ترین بولر بود. این امر استرالیا را در کمتر از یک روز هدف ۴۰۴ قرار داد که نیاز به رکورد جهانی داشت و به یاردلی اجازه داد تا از غلتک راه‌سازی برای شکستن زمین کریکت استفاده کند و ضربه زدن را برای لیست شرایط کریکت کار گردشگران سخت‌تر کند. اکثر ناظران برنده شدن آسان انگلیس در سطح رو به وخامت را پیش‌بینی کردند. استرالیا به آرامی شروع به کار کرد و بردمن در ۵۷/۱ به موریس پیوست و ۳۴۷ دوش هنوز در ۲۵۷ دقیقه لازم بود. آنها مشارکت (کریکت) تنها در ۲۱۷ دقیقه با ۳۰۱ جایگاه ۳۰۱ را با کمک بولینگ نامنظم، چندین صید و استامپ (کریکت) ضربه گیر از دست دادند تا استرالیا را در پیروزی با ۷ ویکت در ۱۵ دقیقه باقیمانده یاری کند. موریس ۱۸۲ در حالی که بردمن شکست ناپذیر بود در ۱۷۳. منتخبین انگلیس پس از مسابقه به دلیل عدم استفاده از چرخش پا در تیم برای استفاده از شرایط مطلوب مورد انتقاد شدید قرار گرفتند. این مسابقه برای سومین بار پیاپی رکورد جدیدی را برای بالاترین میزان حضور در یک آزمون در انگلستان ثبت کرد. حضور در آزمون هرگز به این اندازه بالا نخواهد بود، زیرا کریکت در انگلستان از محبوبیت کمتری برخوردار شد.

## زمینه
استرالیا دو ماه اول تور انگلیس خود را بدون شکست پشت سر گذاشته بود. پس از پیروزی در ۱۰ بازی از ۱۲ بازی اول - دو بازی دیگر به تساوی کشیده شد - هشت بازی از آنها در یک نوبت، آنها در اولین آزمایش، سری خاکستر ۱۹۴۸ اولین آزمون با هشت ویکت برنده شدند. بین آزمون‌ها، آنها باشگاه کریکت شهرستان نورتهمپتونشایر را قبل از تساوی مقابل باشگاه کریکت شهرستان یورکشایر یورکشایر با یک نوبت شکست دادند. آنها انگلستان توسط ۴۰۹ اجرا می‌شود در خرد تست دوم، سری خاکستر ۱۹۴۸ آزمون دوم در زمین کریکت لورد خداوند، قبل از شکست دادن باشگاه کریکت شهرستان ساری سوری توسط حیاط چکش کاری شده ده و خرد کردن باشگاه کریکت شهرستان گلوسترشایر گلاسترشر توسط یک نوبت و ۳۶۳ اجرا می‌شود، پس از گردآوری ۷۷۴/۷ اعلام و ضبط اعلام، بالاترین نمره را در این فصل. آزمایش سوم، سری خاکستر ۱۹۴۸ آزمون سوم در میان وقفه باران که یک و نیم روز هزینه داشت، انجام شد. انگلستان در موقعیت قدرتمندی قرار داشت و ۳۱۶ دوش را با هفت ویکت در دست داشت که دومین نوبت آنها هنگام بارش باران در پایان روز سوم بارید.
استرالیا برای آزمایش در Headingley دو تغییر ایجاد کرد. میانه سفارش ضربه زن نیل هاروی جایگزین درب بازکن مجروح سید بارنز، که در حالی که فیلدینگ در طول تست سوم پس از اینکه ضربه در دنده یک سقوط کرده بود دیک پولارد کشش شات. استرالیا از جایگزینی بارنز با بازکن ذخیره بیل براون خودداری کرد و در عوض ترجیح داد از Lindsay Hasset، ناخدا به عنوان بازکن موقتی استفاده کند و نه در موقعیت معمولی خود در رده میانی. هاروی در مسابقات اخیر اخیر به ترتیب برابر ساری و گلوسترشایر به ترتیب ۷۳ و ۹۵ را شکست داده بود. ران ساگرز ، دان تالون، نگهبان ویکت انتخاب اول را در پشت کنده‌ها جایگزین کرد. انگشت چپ کوچک تالون پس از آزمایش سوم متورم شده بود و او در بازی با میدلسکس مصدومیت را تشدید کرد. بیل آوریلی ، اسپینر سابق پای تست استرالیا، با انتقاد از استرالیایی‌ها که تنها از یک اسپینر استفاده کردند، خاطرنشان کرد که او و چاک فلیتوود اسمیت، یک چرخنده مچ دست چپ، در آخرین آزمایش انگلیس و استرالیا ۱۷ ویکت بین آنها گرفته بودند. درهیلدینگلی در سال 1938. اورلی نمونه دیگری از آزمایش خاکستر را در همان مکان در سال ۱۹۳۴ ذکر کرد که در آن او و کلاری گریمت موفقیت‌های چشمگیری برای استرالیا کسب کردند. او می‌خواست حداقل یکی از دو لنسر پا، کالین مک کول یا داگ حلقه، به کنار بازی کردن عنکبوتی که تار می‌تند یان جانسون، عنکبوتی که تار می‌تند تنها متخصص که در سه آزمون قبل بازی کرد.
انگلیس سه تغییر ایجاد کرد. جورج امت پس از ۱۰ سالگی و یک اردک در اولین بازی خود کنار گذاشته شد و لن هاتون پس از حذف جنجالی پس از آزمون دوم، فراخوانده شد تا در پست آغازین خود قرار گیرد. هاتون، مهاجم برتر انگلستان، در اولین آزمایش ۷۴ گل زد و ۵۲ و ۶۴ را برای باشگاه کریکل مریلبون مقابل استرالیا در دیدارهای پیش رو به ثمر رساند، در حالی که هیچ‌یک از هم تیمی‌هایش ۲۶ را پشت سر نگذاشت. آوریلی از این تصمیم و انتخاب کنندگان انگلیس به دلیل توقف «همه تاکتیک‌های مزخرف و دروغین» قدردانی کرد. او در ادامه حدس زد که آنها بدون توجه به شکل هاتون این کار را می‌کردند تا از خشم تماشاگران محله یورکشایر در هدینگلی جلوگیری کنند، اما در هر صورت او تهاجم اصلی را به عنوان جبران دو شکست انگلیس در نظر گرفت. اورلی معتقد بود که مدیران انگلیسی هاتن را به خاطر عصبانیت آنها جریمه می‌کنند تا عملکرد ضعیف. تصمیم برای فراخواندن هاتن با موافقت گسترده مردم جیرجیرک مواجه شد.
جیم لیکر، چرخنده خاموش، جانشین همکارش در چرخش انگشتان دست چپ، جک یانگ، شد که ۱/۷۸ را در بازی قبلی مقابل استرالیا برای میدلسکس انجام داده بود، و در دو آزمایش خود در این سری مجموعاً ۳/۱۷۴ جمع‌آوری کرد. لیکر از زمان حذف دوم بعد از آزمایش دوم، ۱۵ ویکت در چهار بازی برای ساری گرفته بود.
تام دولری، بازیکن خلبان مرتبه میانی، که در سه نوبت دوم تنها در ۳۸ بازی موفق به کسب ۳۸ بازی شده بود، با کن کرانستون همه‌کاره جایگزین شد. کرانستون که عمدتاً برای لنکشایر بازی می‌کرد، یک قرن و پنجاه و پنجاه را به ثمر رسانده بود و در ده مسابقه اخیر خود ۳۷ ویکت دریافت کرده بود، اما بازیهای قبلی او در برابر توریست‌ها موفقیت‌آمیز نبود. در دو مسابقه برای MCC و لنکشایر مقابل استرالیا، او تنها ۴۷ دو بازی را در سه نوبت و در مجموع ۲/۱۰۹ مدیریت کرد. جان آرلوت ، مفسر انگلیسی گفت که انتخاب کرنستون "نشان می‌دهد که گزینش کنندگان دوباره پس از آزمون همه جانبه" بیهوده "مشتاق بودند. اوریلی آن را «بهترین تیمی که گزینشگران انگلیسی در طول فصل انتخاب کردند» در نظر گرفت اما احساس کرد که آنها تا حد زیادی قادر به جلوگیری از پیروزی در سریال استرالیا نخواهند بود.